# Ludwig Carl Christian Koch
Ludwig Carl Christian Koch (Ratisbona, 8 de novembro de 1825 — Nuremberga, 1 de novembro de 1908) foi um entomólogo alemão especializado em aracnologia. Seu pai foi Carl Ludwig Koch (1778-1857), outro famoso aracnólogo e naturalista alemão.
Ele nasceu em Regensburg, Alemanha, e morreu em Nuremberg, Alemanha . Ele estudou em Nuremberg, inicialmente direito, mas depois se voltou para medicina e ciência. A partir de 1850, ele exerceu a profissão de médico no distrito de Wöhrd, em Nuremberg.
Ele é considerado um dos quatro cientistas mais influentes em insetos e aranhas na segunda metade do século XIX. Ele escreveu numerosos trabalhos sobre os araquinóides da Europa, Sibéria e Austrália. Seu trabalho lhe rendeu fama mundial como "Spider Koch".

## Biografia

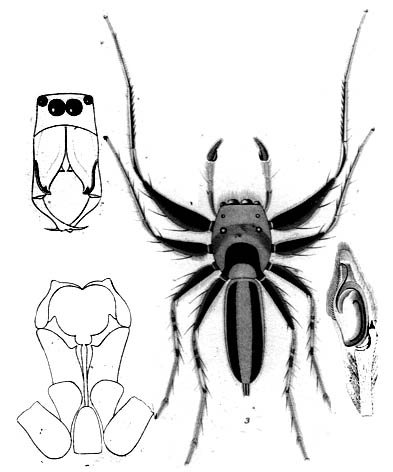
uma Cosmophasis, por ele

Ele teve contato e tomou gosto adiantado pelo estudo da natureza, entretanto, estudou Direito antes de se decidir pela Medicina e às Ciências Naturais. A partir de 1850 trabalhou no quartel Wöhrd em Nuremberg como um médico praticante. Obteve seu título de doutor em Nuremberg em 1851. E é nessa cidade que se estabelece.
Ele é considerado como um dos quatro mais importantes pesquisadores de insetos e aranhas da segunda metade do século XIX, tendo descrito muitas aranhas de sua região e também aracnídeos do Mediterrâneo, da Ásia (Sibéria e Japão) e Austrália. Tornando-se quase cego, entregou seus manuscritos sobre as aranhas da Austrália aos cuidados de Eugen von Keyserling (1833-1889).
As espécies descritas por ele são indicadas por L. Koch. Sua especialidade no campo das aranhas acabou por lhe transformar numa celebridade mundial sendo conhecido por Spinnen-Koch. (C. L. Koch e Koch referem-se ao seu pai, Carl Ludwig Koch)
Die Arachniden Australiens (1871-1883), sua principal obra sobre aranhas australianas, foi concluída por Eugen von Keyserling devido ao início da cegueira ( Worldcat )